# 鬼怒立岩號誌站

配線圖
A:東武世界廣場　B:鬼怒川溫泉

鬼怒立岩號誌站（日语：／*/?）是位於栃木縣日光市鬼怒川溫泉大原，東武鐵道的鬼怒川線號誌站。
此號誌站向下今市一方為單線，向鬼怒川溫泉一方為雙線。曾經此號誌站為一座旅客車站。車站在1964年（昭和39年）廢止，變成一座號誌站，同時此號誌站與鬼怒川溫泉站之間變為雙線鐵路。

## 號誌站周邊
- 日光市立藤原中學
- 國道121號（日语：国道121号）

## 歷史
- 1917年（大正6年）11月1日 - 大原站啟用[1]。
- 1922年（大正11年）3月19日 - 車站改名為下原站[2]。
- 1933年（昭和8年）1月1日 - 車站改名為鬼怒立岩站[1]。
- 1964年（昭和39年）10月8日 - 鬼怒立岩站廢止，變為號誌站[1]。同日鄰站鬼怒川溫泉站向下今市站一方遷移1.2公里[3]。

## 相鄰車站
東武鐵道
 鬼怒川線
東武世界廣場（TN55）－鬼怒立岩號誌站－鬼怒川溫泉（TN56）

## 注腳
1. 1 2 3 4  今尾惠介《日本鐵道旅行地圖帳 3號 關東1》新潮社，2008年，p.31
2. ↑  《日本鐵道旅行地圖帳 3號 關東1》指出是在1922年5月-10月之間改名，在地方鐵道（日语：地方鉄道法）開始營業時「地方鐵道開始運輸」《官報》1922年3月25日（國立國會圖書館數碼化資料）和改稱後記載了「下原」。
3. ↑  鐵道畫刊（日语：鉄道ピクトリアル） 存檔精選23「東武鐵道 1950～60」